# Ilhabela Rugby Clube
O Ilhabela Rugby Clube é um clube de rugby de Ilhabela, São Paulo, que foi fundado em 2004. Foi criado por Rafael Simão, ex-jogador e treinador da Seleção Brasileira. O principal título foi o de campeão da Copa do Brasil de Rugby de 2011, a segunda divisão do Campeonato Brasileiro de Rugby. Na repescagem, acabou perdendo para o Niterói e não pôde subir para o Super 10, a elite do rugby nacional.
Na dificuldade de manter os seus jogadores adultos e juvenis - por falta de estrutura acadêmica e profissional na cidade - a forte equipe (considerada em certa época como uma das melhores do país) passou a se manter na base dos principais campeonatos: Paulista B, Campeonato Paulista do Interior, Copa do Brasil e etc.
Recentemente, obteve a terceira colocação no Campeonato Paulista de 7's, classificando-se, mais uma vez, ao Brasileiro de 7's.

## Títulos
- Copa do Brasil de Rugby campeão 1 vez (2011)
- Campeonato Paulista de Rugby do Interior campeão 1 vez (2010)
- Campeonato Paulista de Rugby Sevens - 2010
- Campeonato Paulista de Rugby Sevens - 3ª colocação 2014